# Myotis californicus
Myotis californicus — вид роду Нічниця (Myotis).

## Поширення, поведінка
Країни проживання: Канада (Британська Колумбія), Гватемала, Мексика, США (Аляска, Аризона, Каліфорнія, Колорадо, Айдахо, Монтана, Невада, Нью-Мексико, Орегон, Техас, Юта, Вашингтон). Ьають широку терпимість до середовища проживання, середовища проживання включають напівпосушливі пустельні райони на південному заході, посушливі луки, лісисті райони, вологі прибережні ліси і гірські ліси. Відомо, що спарювання відбувається восени. Один малюк народився в кінці червня або початку липня. Молодь розвиваються швидко і можуть літати приблизно через місяць після народження. Харчуються переважно мухами, молями і жуками.